# Rusev
Miroslav Barnyashev, més conegut com a Rusev (anglès: Miro)  (Plòvdiv, 25 de desembre de 1985) és un lluitador professional i aixecador de potència búlgar. Actualment treballa per a la WWE sota el nom de Rusev (en búlgar, Русев) en la seva marca SmackDown. Dins dels seus èxits en la WWE destaquen dos regnats com a Campió dels Estats Units. Barnyashev és el primer lluitador búlgar que treballa en la WWE.

## Carrera en lluita lliure professional

### World Wrestling Entertainment / WWE (2012–present)

#### NXT (2013–2014)
Després de recuperar-se, Rusev va fer el seu debut a NXT en l'episodi del 30 de maig de 2013, participant en un Battle Royal per determinar al contendent # 1 pel Campionat de NXT, el qual va guanyar Bo Dallas. Va tenir el seu primer combat individual a NXT el 21 d'agost, sent derrotat per Dolph Ziggler. Poc després, Rusev va adoptar a Sylvester Lefort com el seu manager i va formar un equip de curta durada amb Scott Dawson anomenat "The Fighting Legionnaires", iniciant un feu amb l'equip de Colin Cassady & Enzo Amore. En l'episodi del 30 d'octubre de NXT, Rusev va acabar la seva afiliació amb Lefort després d'atacar durant un combat per equips.
Després d'això, Rusev va procedir a adoptar a Llana com la seva "ambaixadora social", formant un aparellament comparat per WWE amb Ivan ja Ludmilla Drago de la pel·lícula Rocky IV de 1985. En lluites realitzades abans del seu debut en el roster principal, Rusev va derrotar a lluitadors principals com Kofi Kingston, Xavier Woods i Sin Cara, les quals es van emetre per NXT durant els mesos de gener i febrer de 2014. Després d'unir-se al roster principal de WWE a l'abril, Rusev va continuar apareixent esporàdicament en NXT, fent la seva aparició final el 24 de juliol en una lluita no titular contra el Campió de NXT Adrian Neville, on va ser derrotat per descalificación.

#### 2014
Va fer el seu debut al roster principal com heel el 26 de gener de 2014 a Royal Rumble, participant en el Royal Rumble Match, en on va entrar com el sisè participant, però va ser eliminat per l'esforç en conjunt de quatre lluitadors.Després d'emetre durant diversos mesos vídeos d'auto-promoció i discursos, Rusev va fer el seu retorn al roster principal juntament amb el seu manager i esposa Llana el 7 d'abril a Raw, derrotant molt fàcilment a Zack Ryder. Al maig, Rusev va adoptar un gimmick prorús i anti-nord, en el qual es va anunciar que s'havia mudat a Rusia i que a més d'això havia estat nomenat "Heroi de la Federació Russa", el que va causar polèmica al seu país natal, Bulgaria. En aquest mateix mes, el seu nom va ser escurçat simplement a Rusev.

#### 2015-present
En Royal Rumble, Rusev va participar com el nombre 15, eliminant a sis lluitadors abans de ser l'últim eliminat per l'eventual guanyador Roman Reigns. En Fastlane, Rusev va defensar amb èxit el Campionat dels Estats Units en un combat contra John Cena. No obstant això, va perdre el títol davant Cena en WrestleMania 31 després d'una mala comunicació amb Llana, posant fi al seu regnat de 146 dies i marcant amb això la seva primera derrota al roster principal de WWE.
La nit següent de WrestleMania 32, el 4 d'abril a Raw, els membres de The League of Nations, Sheamus & King Barrett van ser derrotats per The New Day en una lluita pels Campionats en Parelles de WWE després que Barrett fora cobert per Kofi Kingston. A causa d'això, Barrett va ser exiliat del grup després d'haver estat anomenat "la baula feble del grup", però moments després va aparèixer The Wyatt Family per atacar a la resta dels membres de The League of Nations.
L'11 d'abril, Rusev va ser traspassat a SmackDown a causa del Superstar Shake-up. En l'episodi del 25 d'abril de SmackDown, Rusev va fer la seva primera aparició en la programació de WWE des Fastlane encara per satèl·lit, declarant que no faria el seu debut a aquesta marca tret que se li donés una lluita pel Campionat de la WWE a Money in the Bank. No obstant això, va fer el seu retorn el 4 de juliol a SmackDown, interrompent el també retorn de John Cena, per qui va ser reptat a un Flag Match en Battleground, en què Rusev va ser derrotat. Després d'això, Rusev va iniciar un feu amb Randy Orton, enfrontant-se a ell en una lluita en SummerSlam, sent derrotat en només 10 segons. En l'episodi del 26 de setembre de SmackDown, Rusev va rebre la clau de la seva ciutat natal, Plovdiv, Bulgària, a mans de l'alcalde Ivan Totev, tenint a Aiden English com a testimoni. No obstant això, tant English com Rusev van ser atacats per Orton. En l'edició del 23 d'octubre de Raw, Rusev va formar part de les superestrelles de SmackDown que van envair la marca, per ordres de Shane McMahon. En l'episodi del 5 de desembre de SmackDown, Rusev & English derrotar a The New Day i van ser afegits a un Tag Team Fatal 4-Way match pels Campionats en Parelles de SmackDown a Clash of Champions. La setmana següent a SmackDown, English & Rusev van derrotar els Campions en Parelles de SmackDown The Usos en una lluita no titular, però no van aconseguir capturar els títols en l'esdeveniment. El duo va seguir guanyant popularitat i impuls, ja que la multitud va seguir donant-los suport durant les seves lluites i aparicions, permetent rebre una altra oportunitat per convertir-se en els contendents # 1 pels títols en un Triple Threat Tag Team match, en l'edició del 26 de desembre de SmackDown, contra The New Day i Txad Gable & Shelton Benjamin, però no van aconseguir guanyar.

## Campionats i assoliments
World Wrestling Entertainment / WWE
```

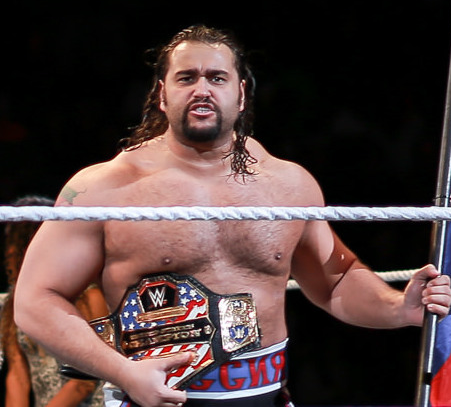

WWE United States Championship
 (2 vegades)
```

```
Pro Wrestling Illustrated
```

```
Lluitador que més ha millorat (2014) 
```

```
PWI el va situar en el # 65 dels 500 millors lluitadors en el PWI 500 en 2014.
```

```
PWI el va situar en el # 8 dels 500 millors lluitadors en el PWI 500 el 2015.

```